# Маккинси, Беверли
Беверли Маккинси (англ. Beverlee McKinsey, 9 августа 1935, Мак-Алестер, Оклахома — 2 мая 2008[…], Санта-Мария, Калифорния, США) — американская актриса.

## Биография
Беверли Макгрудер родилась в небольшом городке в штате Оклахома 9 августа 1935 года. В 1956 году Маккинси окончил Университет Оклахомы, получив степень бакалавра в области драмы. Её актёрская карьера началась с театральных постановок на Бродвее. В середине 1960-х годов она стала появляться на телевидение во многих сериалах, но в основном в эпизодических ролях. Наиболее крупными были её роли в сериалах «Защитники», «ФБР» и её единственном фильме «Бронко Билли». Маккинси четыре раза номинировалась на «Дневную премию Эмми» за роль Айрис Каррингтон в мыльной опере «Другой мир», но премию ни разу так и не получила.
После того как у неё начались проблемы со здоровьем Маккинси прекратила съёмки и переехала в Южную Калифорнию, где умерла 2 мая 2008 года от осложнений после пересадки почки.

## Личная жизнь
C 1956—1959 год была замужем за Марком Хорвардом Маккинси. В 1959 году у них родился сын Скотт Маккинси, который стал режиссёром. С 1966—1968 год была замужем за Энгусом Дунканом. В 1971 году вышла замуж за актёра Беркли Харриса, они были в браке до смерти Харриса в 1984 году.

## Фильмография
| Год       |    | Русское название                               | Оригинальное название           | Роль                        |
| --------- | -- | ---------------------------------------------- | ------------------------------- | --------------------------- |
| 1964      | с  | —                                              | The Reporter                    | Энн                         |
| 1965      | с  | Медсёстры                                      | The Nurses                      | Айлин Мур                   |
| 1965      | с  | Защитники                                      | The Defenders                   | Карен Макдермотт            |
| 1965      | с  | —                                              | Seaway                          | Милли                       |
| 1966      | с  | —                                              | Preview Tonight                 | н/д                         |
| 1966      | с  | —                                              | Hawk                            | доктор Мэтти Малрой         |
| 1968      | с  | —                                              | The Second Hundred Years        | Фло                         |
| 1969      | с  | Менникс                                        | Mannix                          | Кэрол Чейз                  |
| 1969      | с  | Виргинец                                       | The Virginian                   | Эбби Клейтон                |
| 1969      | ф  | Загнанных лошадей пристреливают, не правда ли? | They Shoot Horses, Don’t They?  | танцовщица                  |
| 1969      | с  | Гавайи 5-O                                     | Hawaii Five-O                   | Джо Луиз Мейлер             |
| 1969      | ф  | Воры                                           | The Reivers                     | девушка                     |
| 1969—1972 | с  | Отряд «Стиляги»                                | The Mod Squad                   | Эвелин Эллис / Клодин Энсин |
| 1970      | с  | Дни в долине смерти                            | Death Valley Days               | Мод Гейдж Баум              |
| 1970      | с  | ФБР                                            | The F.B.I.                      | Кэти Уитон                  |
| 1970—1971 | с  | Любовь — это очень сверкающая штука            | Love Is a Many Splendored Thing | Марта Доннелли              |
| 1971      | с  | Лонгстрит                                      | Longstreet                      | Сью Хейзлтон                |
| 1971      | с  | Медицинский центр                              | Medical Center                  | Бет                         |
| 1971      | с  | Макмиллан и жена                               | McMillan & Wife                 | Лори Форрест                |
| 1972      | с  | —                                              | The Delphi Bureau               | Голди                       |
| 1972—1980 | с  | Другой мир                                     | Another World                   | Айрис Каррингтон            |
| 1973      | с  | Кеннон                                         | Cannon                          | Рита Белл                   |
| 1973      | с  | —                                              | The ABC Afternoon Playbreak     | Лоррейн Коллинз             |
| 1980      | ф  | Бронко Билли                                   | Bronco Billy                    | Айрин Лили                  |
| 1980—1981 | с  | Техас                                          | Texas                           | Айрис Каррингтон            |
| 1983      | тф | Дело об убийце-демоне                          | The Demon Murder Case           | Шарлотт Харрис              |
| 1983      | с  | Ремингтон Стил                                 | Remington Steele                | Алексис Вандермеер          |
| 1984—1992 | с  | Направляющий свет                              | Guiding Light                   | Александра Сполдинг         |
| 1994      | с  | Главный госпиталь                              | General Hospital                | Мирна Слотер                |